# Meister des Wippinger Altars

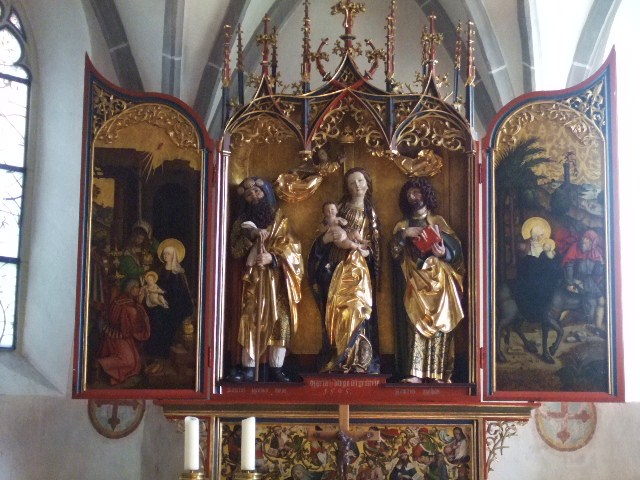
Wippinger Flügelaltar, um 1505

Als Meister des Wippinger Altars wird in der Kunstgeschichte manchmal der Bildschnitzer bezeichnet, der um 1505 die Figuren eines spätgotischen Altares im Stil der Ulmer Schule geschnitzt hat. Der Notname des namentlich nicht bekannten Künstlers geht auf den heutigen Standort des Flügelaltars zurück, der heute evangelischen Kirche Zu unserer Lieben Frau in Wippingen, einem Dorf bei Ulm. Der Wippinger Altar gilt als eines der Meisterwerke der Ulmer Schule.

## Beschreibung
Die Altarfiguren zeigen in der Mitte des Schreines eine Madonna mit Kind, deren Krone als Symbol ihrer himmlischen Herrschaft von zwei kleinen Engeln präsentiert wird; als zentrale Figur ist sie umgeben von den Heiligen Jakob und Matthias. Die Figuren sind bemalt und vergoldet.
Es wird vermutet, dass der Wippinger Altar ursprünglich in einer Seitenkapelle des Ulmer Münsters stand. Im Zuge der Reformation und der in der Stadt relativ geordneten Entfernung von Altären aus dem Kirchenraum hatte dann eventuell die Stifterfamilie den Altar abgeholt und nach Wippingen verbracht; dies ist jedoch nicht sicher belegbar.
Stilistisch steht der Meister des Wippinger Altars am Übergang zur Renaissance. Aber auch wenn in seinem Malstil schon der Einfluss neuer Maltechniken und der Bildbetrachtung aufzutreten scheint, so ist das Thema seines Altares noch spätmittelalterlich. Der Altar ist noch ein Kultbild im Sinne der katholischen Lehre des Mittelalters, eines der Werke, die Ende des 15. Jahrhunderts in großer Anzahl von Privatpersonen gestiftet wurden und ein Beispiel dafür, wie wohlhabende weltliche Stifter wie die Bürger von Ulm damals die volksfromme Auffassung der Realpräsenz des Heiligen im Bild in ihren Stiftungen aufgreifen ließen. Die Figuren des Wippinger Altars sind lebendig und realistisch und wollen den Betrachter zur Kontemplation einladen. Gleichzeitig zeigen sie auch durch ihre reiche Vergoldung den Wunsch der Stifter am Glanz des Himmlischen teilzunehmen.
Eventuell entstammte der Meister des Wippinger Altars aus der Schule von Daniel Mauch, dessen Werkstatt zu Beginn des 16. Jahrhunderts neben der von Michel Erhart zu den bedeutendsten in Ulm zählte. Gelegentlich wurde der Wippinger Altar auch als Frühwerk von Mauch gesehen, jedoch ist der Stil der Madonna nicht unbedingt mit anderen Arbeiten im Werkkatalog Mauchs zu verbinden und diese Vermutung daher umstritten.
Die ebenfalls spätgotischen Malereien der Flügel des Altars, die auf der Innenseite die Anbetung der Heiligen drei Könige und die Flucht der Heiligen Familie nach Ägypten darstellen, sowie die Predella des Altars mit einer Darstellung der Wurzel Jesse werden einem Maler aus der Schule des Ulmer Malers Hans Multscher zugeschrieben. Multscher unterhielt ab 1427 bis zu seinem Tode im Jahr 1467 eine umfangreiche und angesehene Werkstatt in Ulm. Die Kombination von Schnitzwerk und Bild zu einer leicht zu verstehenden religiösen Botschaft ist typisch für die Schreinaltäre im Süden Deutschlands zur Zeit des Meisters des Wippinger Altars vor der Reformation.